# Лисинська Рудня
Лисинська Рудня (біл. вёска Лісінская Рудня) — село в складі Борисовського району Мінської області, Білорусь. Село підпорядковане Зембинській сільській раді, розташоване в північно-східній частині області.